# غول السقل (الزاهر)

تعديل مصدري - تعديل

غول السقل هي إحدى قرى عزلة الزاهر بمديرية الزاهر التابعة لمحافظة البيضاء، بلغ تعداد سكانها 436 نسمة حسب تعداد اليمن لعام 2004.